# غييرمو غارسيا
غييرمو غارسيا (بالإسبانية: Guillermo García Realpe)‏ (و. 1954 – م) هو عالم اقتصاد، وسياسي، ومحامي، من كولومبيا، هو عضوٌ في الحزب الليبرالي الكولومبي.

## مناصب
تولى منصب عضو مجلس الشيوخ في كولومبيا.

## التعليم
تعلم في الجامعة البابوية الكزافيريانية.